# Junioreuropamästerskapet i ishockey 1967
Junioreuropamästerskapet i ishockey 1967 räknas som en inofficiell upplaga av turneringen. Turneringen spelades i Jaroslavl i Ryska SFSR i Sovjetunionen under perioden 15-24 mars 1967.

## Grupp A
| Lag              | Sovjetunionen | Sverige | Polen | Ungern | gjorda mål/insläppta mål | poäng |
| ---------------- | ------------- | ------- | ----- | ------ | ------------------------ | ----- |
| 1. Sovjetunionen | —             | 4-1     | 13-0  | 19-0   | 36-1                     | 6     |
| 2. Sverige       | 1-4           | —       | 11-0  | 17-2   | 29-6                     | 4     |
| 3. Polen         | 0-13          | 0-11    | —     | 9-1    | 9-25                     | 2     |
| 4. Ungern        | 0-19          | 2-17    | 1-9   | —      | 3-45                     | 0     |

## Grupp B
| Lag                | Finland | Tjeckoslovakien | Östtyskland | Rumänien | gjorda mål/insläppta mål | poäng |
| ------------------ | ------- | --------------- | ----------- | -------- | ------------------------ | ----- |
| 1. Finland         | —       | 6-4             | 10-1        | 14-1     | 30-6                     | 6     |
| 2. Tjeckoslovakien | 4-6     | —               | 5-2         | 10-1     | 19-9                     | 4     |
| 3. Östtyskland     | 1-10    | 2-5             | —           | 4-2      | 7-17                     | 2     |
| 4. Rumänien        | 1-14    | 1-10            | 2-4         | —        | 4-28                     | 0     |

## Slutspelsserien
| Lag                | Sovjetunionen | Finland | Sverige | Tjeckoslovakien | gjorda mål/insläppta mål | poäng |
| ------------------ | ------------- | ------- | ------- | --------------- | ------------------------ | ----- |
| 1. Sovjetunionen   | —             | 2-0     | (4-1)   | 4-6             | 10-8                     | 4     |
| 2. Finland         | 0-2           | —       | 6-6     | (6-4)           | 12-12                    | 3     |
| 3. Sverige         | (1-4)         | 6-6     | —       | 4-2             | 11-12                    | 3     |
| 4. Tjeckoslovakien | 6-4           | (4-6)   | 2-4     | —               | 12-14                    | 2     |

### Fotnoter
1. ↑  ”Matches internationaux des moins de 19 ans 1966/67” (på franska). Hockeyarchives. 16 mars 1967. Arkiverad från 1967 originalet den 24 september 2015. https://web.archive.org/web/20150924134434/http://www.passionhockey.com/hockeyarchives/int-19_1967.htm. Läst 29 november 2014.